# Csaby István
Csaby István (? – 1543) egri főkapitány, cseszneki kapitány.
1531-től az egri vár gondnoka lett, s ő kezdeményezte a lepusztult egri vár erődszerű átalakítását. A külső várban, egy toronyszerű erődöt emelt, melyet később is Csaby bástyának neveztek. Csaby parancsnoksága alatt főleg lengyel vitézek szolgáltak, magyar várnagytársa Szalóky György volt. 1542-ben I. Ferdinánd király 3200 forintért zálogbirtokként neki adományozta Csesznek várát. Csaby halála után özvegye királyi katonaságot kért a vár védelmére. Leányát Csaby Klárát, Wathay Lőrinc vette feleségül, aki így Csesznek kapitánya lett. Ily módon Csaby István nagyapja volt Wathay Ferencnek is.